# Jisei-Serie
Die Jisei-Serie ist eine Visual-Novel-Videospielserie. Die Serie wurde von dem US-amerikanischen Studio sakevisual entwickelt und veröffentlicht und soll fünf Teile umfassen. Die Spiele sind Teil der sogenannten Green Tea Line, einer Sammlung von kommerziellen Spielen von sakevisual. Erschienen sind bereits Jisei – The First Case (dt. Jisei – Der erste Fall), Kansei – The Second Turn (dt. Kansei – Die zweite Runde) und Yousei – The Third Investigation (dt. Yousei – Die dritte Ermittlung). Kansei schließt unmittelbar an Jisei an, während Yousei eine Woche nach den Ereignissen der beiden Vorgänger spielt. Der vierte Teil, Shinsei, ist aktuell in Entwicklung.

## Handlung

### Jisei
Ein junger Teenager ohne Namen und ohne Zuhause hat die einzigartige Fähigkeit, den Tod jeder Person zu sehen, dessen Leiche er berührt. Eines Tages schläft er in einem Café ein und als er aufwacht, fühlt er sich nicht besonders gut. Er geht zu den Toiletten und entdeckt eine tote Frau mit einem Messer in der Brust auf dem Fußboden. Da er die letzten Minuten einer toten Person sehen kann, nachdem er sie berührt hat, berührt er sie. Er erfährt, dass sie nicht erstochen, sondern erstickt wurde. Jennifer Bergstrom sieht den Jungen, wie er die Frau berührt und glaubt nun, er sei der Mörder. Ein Polizeidetektive, der zufälligerweise ebenfalls in dem Café ist, beschließt alle Personen zu befragen, um den Täter zu finden; Chance, Jennifer, Kizaki und den Jungen ohne Namen. Während der Junge versucht, seine Unschuld zu beweisen, indem er ebenfalls die Anwesenden befragt und das Café nach Hinweisen durchsucht, entdeckt er Klebeband in dem Mülleimer der Männertoilette. Nachdem er alle Hinweise zusammengesucht hat, erzählt er Detective Gurski davon und identifiziert den Täter. Es stellt sich heraus, dass Jennifer Bergstrom das Opfer Sara Blackmoore erstickt hat. Sara arbeitete ebenfalls für Biodev Imaging und hat Daten für Jennifer von Auten Engineering gestohlen, einem Konkurrenten von Biodev. Doch Sara beschloss Jennifer zu hintergehen und die Daten einer dritten Partei zu überlassen, die ihr mehr Geld bot. Als Jennifer damit konfrontiert wird, versucht sie zu flüchten, doch die anderen können sie stoppen und sie gesteht. Detective Gurski legt ihr Handschellen an und führt sie nach draußen. Kizaki, der nun behauptet, sein echter Name sei Naoki, möchte, dass der Junge ohne Namen ihm dabei hilft, herauszufinden, wer diese dritte Partei ist. Am Ende taucht Naokis Zwillingsschwester und Chefin Aki auf und bietet dem Jungen an, mit ihnen zu arbeiten. Dennoch betont sie, dass sie nicht seine Hilfe benötigten, sondern er ihre.
Im Epilog stellt sich heraus, dass auch Chance eine Doppelrolle spielt. Sie ruft jemanden an und erzählt demjenigen, dass sie den USB-Stick nicht bekommen konnte, den die Person wollte. Dann behauptet sie, jemanden gefunden zu haben, nach dem die Person gesucht habe, wobei sie damit vermutlich den Protagonisten meint.

### Kansei
Einen Tag nach den Ereignissen aus Jisei wird der namen- und heimatlose Teenager erneut in einen Mordfall verwickelt, als der Besitzer eines bekannten Unternehmens unter mysteriösen Umständen verstirbt. Dieses Mal ist er jedoch gezwungen mit einer Gruppe von Kindern zusammenzuarbeiten, die allesamt Fähigkeiten besitzen, die genau so eigenartig sind wie seine. Im Laufe der Handlung wird dem namenlosen Protagonisten der Name Kangai gegeben, sein wahrer Name bleibt jedoch vorerst weiter ein Rätsel. Er fährt mit Aki, Naoki und Li Mei zum Haus von William Auten, dem Vorsitzenden von Auten Engineering. Dort treffen sie auf Mr. Autens Assistentin Sophia Millerson, sowie auf den Detective Mikolaj Gurski, der eingeladen wurde, weil er den Mordfall am vorangegangenen Tag gelöst hat. Des Weiteren trifft Kangai auf die Reporterin Marissa Klein, Mr. Autens Neffen Liam und den IT-Mitarbeiter Kevin Nealy. Als Kangai und die anderen zu William Auten ins Büro gebeten werden und Mr. Auten Kangai durch eine Kamera sieht, scheint er ihn zu erkennen und will ihn aus dem Haus werfen. Er hat vor ihm Angst und will sich nicht mehr mit ihm treffen. Als plötzlich William Auten tot in seinem Büro gefunden wird, muss Kangai den Fall lösen. Während er nach Hinweisen sucht, erfährt er von Li Mei, dass sie, Aki und Naoki für die Regierung arbeiten, auf Bewährung sind und Detective Gurski ihr Bewährungshelfer ist. Kangai findet eine SD-Karte in einer Kiste in Mr. Autens Museum. Kurz darauf stellt sich heraus, dass Kevin Mr. Auten vergiftet hat. Kevin nimmt Li Mei gefangen und bedroht sie mit einem Messer. Plötzlich kommt Detective Gurski in den Raum, er nennt Kangai Alex. Zusammen schaffen sie es, Kevin zu überrumpeln und zu verhaften. Am Tag danach kommt Detective Gurski vorbei, um Alex und den anderen zu sagen, dass Kevin gestanden hat und Liam verschwunden ist.
Im Epilog sieht man Liam, der einige Sachen für Chance besorgt hat. Ihrem Gespräch nach zu urteilen, könnten Liam und Chance Geschwister oder Halbgeschwister sein. Nachdem Liam die Sachen übergeben hat, die Chance seit Jahren wollte, lässt sie ihn gehen. Sie sagt ihm, er solle den Rest seines erbärmlichen Lebens genießen. Es wäre schließlich nicht mehr viel davon übrig.

### Yousei
Eine Woche nach den Ereignissen aus Kansei begeben sich Aki, Naoki, Li Mei und Kangai zur Universität von Edgewater, um Dr. Johansen zu treffen. Sie lassen sich mithilfe von Akis Tricks einschreiben und werden von einem Schüler namens Shawn herumgeführt. In Kangais und Naokis Zimmer treffen sie auf ihren Mitbewohner Aaron, der es liebt, Fotos zu schießen. Als Kangai später nach Dr. Johansen sucht, wird er von den Schülern Jupiter, David und Nathan beschuldigt, Daten gestohlen zu haben. Auf einem Video wurde der Diebstahl aufgezeichnet; dort ist eine Person, die Kangai ähnelt. Detective Gurski wird zur Universität gerufen, doch plötzlich kommt Chance dazu, die für ihren Freund Mittagessen mitgebracht hat, und verteidigt Kangai. Kurz darauf wird Dr. Johansen tot im Glockenturm aufgefunden, sein Körper wurde von der Glocke zerquetscht. Als Kangai einen Bluttropfen ins Gesicht bekommt, durchlebt er den Tod von dem Opfer. Er wird bewusstlos und als er wieder aufwacht, erzählt Li Mei ihm, dass das „Kansei“ – so werden die Fähigkeiten genannt – durch die Berührung mit Blut verstärkt wird. Danach treffen die beiden auf Jupiter, die ihnen sagt, dass sie das Videomaterial analysiert hat und der Täter etwa zehn Zentimeter größer ist als Kangai, er ist also unschuldig. Li Mei und Kangai beschließen in der Cafeteria etwas essen zu gehen, wo sie auf Chance und Shawn treffen. Es stellt sich heraus, dass Shawn ihr fester Freund ist. Nachdem Dr. Johansens Tod öffentlich ist, beauftragt Detective Gurski Kangai, den Mörder zu finden. Kangai befragt alle Schüler und findet dabei heraus, dass David Chances Exfreund ist und er jetzt aber mit Jupiter zusammen ist. Kangai findet heraus, dass Nathan Dr. Johansen umgebracht hat, da dieser all seine Daten vernichten wollte. Nachdem William Auten gestorben war, bekam Dr. Johansen Angst. Nathan versucht zu fliehen, doch Aki und Naoki können ihn aufhalten. Dann wird er von Detective Gurski verhaftet. Während Nathan lautstark Widerstand leistet, sagt er, dass er hinter dem „Drachenblut“ her war. Chance hatte ihm gesagt, wenn er Dr. Johansens Arbeit retten würde, könne er das „Drachenblut“ haben. Kangai verfolgt Chance, um sie zu stellen. Sie sagt ihm, sie hätte ihn von Anfang an getötet, doch angeblich wäre er zu wichtig. Als Kangai sie fragt, was dieses „Drachenblut“ sei, antwortet sie, dass es sein Blut sei. Obwohl es in seinem Fall wohl eher „Tigerblut“ sei. Sie sagt ihm außerdem, dass Kangai vor all den Jahren seiner Schwester „Drachenblut“ gegeben habe und sie eine besondere Fähigkeit entwickelt hat. Sie wirft ihm ein zerknülltes Papier zu, bevor sie sich verabschiedet. Als Kangai sie festhält, spürt er einen Schmerz durch seinen Körper fahren – was andeutet, dass auch Chance ein „Kansei“ hat – und er fällt zu Boden. Kangai kann nur noch zusehen, wie Chance mit Shawn in einem roten Auto davonfahren.
Später erzählt Kangai den anderen von dem Vorfall. Jupiter bietet ihnen daher die Daten von Dr. Johansen an, doch Detective Gurski nimmt ihnen den USB-Stick weg, bevor sie ihn einsehen können. In einem anderen Ende wird aufgelöst, dass es sich bei diesen Daten um das sogenannte „Drachenblut“ handelt. William Auten wollte zusammen mit seinem Partner Kinder mit diesem „Drachenblut“ künstlich züchten. Die Versuchspersonen starben alle, bis auf eine: Chie Mizutani. Die Mutter von Aki und Naoki starb bei der Geburt, doch die beiden bekamen das „Drachenblut“ und entwickelten übernatürliche Kräfte. Kangai zeigt den anderen außerdem das zerknüllte Papier von Chance, das eine Einladung zum Yamazaki-Ryokan ist. Kangai sagt, dass es der Ort ist, wo „sie“ ihren ersten Fall gelöst haben, womit er wahrscheinlich seine Schwester meint.
Im Epilog ist eine Frau zu hören, die mit Detective Gurski spricht. Er sagt ihr, dass er die Daten von Dr. Johansen hat. Gurski wollte nicht, dass Aki und Naoki die Wahrheit über ihre Mutter erfahren. Er sagt ihr außerdem, dass ihre Spielchen nicht ewig andauern können, da sie eine Einladung zu Yamazaki erhalten haben. Sie antwortet darauf, dass der „Drachen“ endlich seinen Zug ausspielt, früher als sie erwartet hatte. Als Gurski sie fragt, was sie dagegen tun will, antwortet sie, dass sie es geschehen lassen will. Es sei an der Zeit, dass sich der „Drachen“ und der „Tiger“ endlich treffen.

## Figuren
- Kangai: Der Protagonist der Serie. Ein Teenager mit der Fähigkeit, den Tod jeder Person zu sehen, dessen Leiche er berührt. Es scheint, als hätte er das unnatürliche Pech, ständig Leichen zu entdecken. Er mag es nicht, zu viel Informationen von sich selbst preiszugeben, aber es scheint so, als ob er mehrere Jahre von einer Stadt zur anderen gereist ist. In Kansei wird ihm der Name Kangai gegeben, sein wahrer Name ist jedoch Alexander.
- Mikolaj Gurski: Ein Polizeidetective in der Stadt Edgewater. Er ist oft sarkastisch und ist nicht auf den Mund gefallen. Er hat eine lässige Art und weiß mehr, als er zugibt.

### Jisei
- Chance Jackson: Die Bedienung in dem Café, wo Sara ermordet wurde. Sie ist außerdem eine Schülerin an der Universität von Edgewater.
- Jennifer Bergstrom: Eine beschäftigte Geschäftsfrau, die für Biodev Imaging arbeitet.
- Kizaki Suitani alias Naoki Mizutani: Ein schüchterner Student. Er ist Teil einer Spezial-Detektei und hat ein fotografisches Gedächtnis. Er ist oft die (sehr leise) Stimme der Vernunft.
- Sara Blackmoore: Sie ist das Opfer. Sie arbeitete für Biodev Imaging.

### Kansei
- Naoki Mizutani: Ein schüchterner Student. Er ist Teil einer Spezial-Detektei und hat ein fotografisches Gedächtnis. Er ist oft die (sehr leise) Stimme der Vernunft.
- Aki Mizutani: Naokis Zwillingsschwester und Leiterin einer Detektei von Kindern mit besonderen Fähigkeiten. Sie kann jedem direkt in den Verstand einreden.
- Li Mei: Ein junges Mädchen, das mit Aki und Naoki zusammenlebt. Niemand scheint über sie oder das was sie tut reden zu wollen. Sie absorbiert die Emotionen von allen, die sie umgeben.
- Kevin Nealy: Ein frischer Collegeabgänger, der im Moment als IT für Auten Engineering arbeitet. Es scheint als wäre er an nichts anderem interessiert als an Geld, aber dafür tut er alles.
- Sophia Millerson: Mr. Autens persönliche Assistentin. Sophia managt seinen tagtäglichen Geschäfte und führt außerdem Gespräche mit der Presse, wenn Mr. Auten mit niemandem sprechen möchte. Sie weiß alles, was es über sein Unternehmen zu wissen gibt.
- Liam Auten: Mr. Autens party-süchtiger Neffe. Kürzlich hat er sich mehr Ärger eingehandelt als nur auf Partys zu gehen. Laut Gerüchten hat er mit seinem Onkel darüber gestritten.
- Marissa Klein: Eine aufgeweckte Reporterin eines Magazins, die alles für ihre nächste Exklusivmeldung tut. Sie findet Gefallen daran, ihre Nase in anderer Leute Geschäfte zu stecken. Sie ist außerdem die letzte Person, die den verstorbenen Mr. Auten lebend gesehen hat.

### Yousei
- Aaron Vanich: Ein Schüler an der Universität von Edgewater. Er liebt es, Fotos mit seiner Kamera zu schießen.
- David Sawicki: Ein weiterer Schüler, er scheint Fußball zu mögen. Er ist der Ex-Freund von Chance.
- Nathan Holm: Ein Schulfreund von David. Er albert oft mit ihm herum.
- Shawn Tasse: Der kluge und freundliche Ansprechpartner für Schüler von der Universität. Er ist der Freund von Chance.
- Jupiter Celedon: Sie ist eine Schülerin aus Lateinamerika, die zurzeit die Universität von Edgewater besucht.
- Dr. Johansen: Er ist ein Professor, der seit Kurzem wieder an der Universität von Edgewater arbeitet.
- Schulz: Sie ist diejenige, die das Arbeitsprogramm von Aki und Naoki leitet. Auch Kangai hat früher für sie gearbeitet. Sie wird im Spiel lediglich erwähnt, ist aber mit hoher Wahrscheinlichkeit die Frau im Epilog.

## Spielmechanik
Bei den Spielen handelt es sich um interaktive Geschichten und der Spieler kann den Verlauf von Dialogen oder der Geschichte mithilfe von Entscheidungen beeinflussen. Im Spiel hat der Spieler die Möglichkeit, den derzeitigen Ort zu untersuchen, um Hinweise zu finden. Es ist außerdem möglich, mit den Leuten zu sprechen, um so an Hinweise zu kommen. Alle Hinweise werden in einem Notizbuch festgehalten, damit der Spieler die Übersicht behalten kann. Seit Yousei gibt es – neben dem Notizbuch – zusätzlich die Möglichkeit, Informationen von Figuren über ein Mobiltelefon zu bekommen. Während des Spiels schaltet man neue Musikstücke und Produktionsskizzen frei, die im Hauptmenü einsehbar sind. Es besteht außerdem die Möglichkeit, gelesene Texte zu überspringen, um somit zu einem noch nicht gelesenen Stück der Handlung vorzuspulen. Alle Spiele haben mehrere Enden, jedoch gibt es immer ein Ende, das als „wahr“ angesehen wird und einen Hinweis auf den nächsten Teil preisgibt.

## Entwicklung
Die Spiele wurden mit Ren’Py erstellt, einer auf derartige Spiele spezialisierte Engine. Viele bekannte US-amerikanische Synchronsprecher waren an den Spielen beteiligt, darunter Kira Buckland und Micah Solusod. Das Opening von Jisei ist Calling To The One von Aural Wave. Die Grafiken stammen von M. Beatriz Garcia, die auch unter anderem für die Visual Novels Ripples von sakevisual und The Flower Shop von Winter Wolves Grafiken gezeichnet hat.
Für den zweiten Teil kehrten einige Synchronsprecher in ihre Rollen aus dem ersten Teil zurück, darunter Kira Buckland und Micah Solusod. Das Opening von Kansei ist Escape von Aural Wave, die auch bereits für das Opening vom Vorgänger verantwortlich waren. Auch für Yousei nahm Aural Wave ein Opening auf, es trägt den Titel Redemption. Das Opening Video wurde jedoch aufgrund technischer Probleme aus dem Spiel gestrichen.
M. Beatriz Garcia ist auch für die Covergestaltung der einzelnen Titel verantwortlich. Auf dem Cover des Spiels Jisei ist der namenlose Protagonist abgebildet, der mit seinem Finger eine Blutspur zieht. Detective Gurski ziert das Cover für den Nachfolger, Kansei; er wird mit einer Pistole in der Hand dargestellt, auf dem Bild befinden sich zwei Einschusslöcher. Auf dem Yousei Cover werden die beiden Zwillinge Aki und Naoki Mizutani abgebildet, die sich an den Händen halten, im schwarzen Hintergrund sind drei rote Strahlen gezeichnet. Eine dritte, unbekannte Hand ist mit den Händen der Zwillinge ineinander vermischt.
Die ersten drei Teile der Jisei-Serie wurden 2014 auch auf Desura veröffentlicht. Die drei Spiele waren auch Teil des „Let’s Build a Doujin Bundle“ auf Groupees im August 2013. Im August 2017 erschienen Jisei und Kansei mit moderner Engine und einigen Verbesserungen auf itch.io. In der ersten Woche nach der Veröffentlichungen wurden alle Einnahmen an den Hilfsfonds für Hurricane Harvey gespendet.
2020 portierte das spanische Studio Ratalaika Games den ersten Teil der Serie für Konsolen. Im Juli 2020 erschien Jisei: The First Case HD für PlayStation 4, Xbox One und Nintendo Switch. Neben einer hochauflösenderen Grafik kamen zusätzlich zu der bereits vorhandenen deutschen Übersetzung noch Übersetzungen ins Französische, Spanische und Portugiesische hinzu. Der zweite Teil, Kansei: The Second Turn HD, erschien im Januar 2022 für Konsolen; diesmal auch für PlayStation 5 und Xbox Series. Das Spiel ist unter anderem somit erstmals auf Deutsch verfügbar.

### Stab
| Rolle                     | Spiel              | Spiel              | Spiel                                                    | Spiel             |
| Rolle                     | Jisei              | Kansei             | Yousei                                                   | Shinsei           |
| Handlung, Programmierung  | Ayu Sakata         | Ayu Sakata         | Ayu Sakata                                               | Ayu Sakata        |
| Charakterdesign, Grafiken | M. Beatriz Garcia  | M. Beatriz Garcia  | M. Beatriz Garcia                                        | M. Beatriz Garcia |
| Musik                     | Marc Conrad Tabula | Marc Conrad Tabula | Marc Conrad Tabula                                       |                   |
| Opening Song              | Aural Wave         | Aural Wave         | Aural Wave                                               |                   |
| Hintergrundgrafiken       | Sandra Lane        | Sandra Lane        | Sandra Lane                                              |                   |
| Korrekturleser            | Dennis Elliot      | Dennis Elliot      | Darien A. Lee                                            |                   |
| Betatester                |                    |                    | Sarah Galbraith, Jané Peens, Marcel Weyers, Elsa Whitney |                   |
| ------------------------- | ------------------ | ------------------ | -------------------------------------------------------- | ----------------- |

### Synchronisation
| Figur                           | Spiel           | Spiel                | Spiel              | Spiel   |
| Figur                           | Jisei           | Kansei               | Yousei             | Shinsei |
| ------------------------------- | --------------- | -------------------- | ------------------ | ------- |
| Detective Mikolaj Gurski        | Chris Niosi     | Chris Niosi          | Chris Niosi        |         |
| Chance Jackson                  | Kira Buckland   | Kira Buckland        | Kira Buckland      |         |
| Jennifer Bergstrom              | Morgan Barnhart |                      |                    |         |
| Naoki Mizutani (Kizaki Suitani) | Micah Solusod   | Micah Solusod        | Micah Solusod      |         |
| Aki Mizutani                    | Apphia Yu       | Apphia Yu            | Apphia Yu          |         |
| Li Mei                          |                 | Cherami Leigh        | Cherami Leigh      |         |
| Kevin Nealy                     |                 | Zach Holzman         |                    |         |
| Liam Auten                      |                 | Matt Alan            |                    |         |
| Marissa Klein                   |                 | Melissa D. Johnson   | Melissa D. Johnson |         |
| Sophia Millerson                |                 | Karen Hayman         |                    |         |
| William Auten                   |                 | Robert Bruce Elliott |                    |         |
| Mädchen (Kangais Schwester)     |                 | Mindy Owen           | Mindy Owen         |         |
| Aaron Vanich                    |                 |                      | Edwyn Tiong        |         |
| David Sawicki                   |                 |                      | Clifford Chapin    |         |
| Nathan Holm                     |                 |                      | Chris Cason        |         |
| Shawn Tasse                     |                 |                      | Kevin M. Connolly  |         |
| Jupiter Celedon                 |                 |                      | Erica Mendez       |         |
| Frau (Schulz)                   |                 |                      | Karen Kahler       |         |
| Telefonvertreter                |                 |                      | Greg Nugent        |         |
| Schulmitarbeiter                |                 |                      | James Goins        |         |

## Rezeption
Die drei bisher erschienenen Spiele erhielten überwiegend positive Rezeption.
Jisei erzielte eine Bewertung von 90/100 auf Gamertell. Jenni Lada schrieb über das Spiel (frei übersetzt): „[Jisei] kommt einem unglaublich professionell vor und eher wie die Arbeit eines großen Entwicklers anstatt die, eines ziemlich neuen, unabhängigen Entwicklerteams. Die Grafiken der Figuren sind wundervoll, die Sprachausgabe angemessen, die Geschichte interessant und die Spielmechanik gut umgesetzt.“ Mania.com beschrieb das Spiel ähnlich und nannte es „eine fesselnde Visual Novel von einer vielversprechenden neuen Gruppe.“ Indie Game Reviewer gab dem Spiel 3/5 Sterne und merkte Folgendes an (frei übersetzt): „Jisei bietet wunderschöne Grafiken und eine wirklich gute Geschichte, aber aufgrund der Länge und dem allgemeinen Fehlen von Dingen, die man tun kann, kommt es etwas zu kurz.“ Gamezebo kritisierte ebenfalls die kurze Spielzeit und sagte (frei übersetzt): „Es kommt einem vor, als wäre alles zu schnell vorbei und die meisten werden sich über den Tisch gezogen fühlen.“
Die Nintendo-Switch-Version des Spiels erhielt von Pure Nintendo Magazine die Bestwertung mit 10 von 10 möglichen Punkten. Die Autorin achel Poli beschrieb das Spiel wie folgt (frei übersetzt): „Jisei: The First Case HD ist ein klassischer Krimi mit beeindruckender Grafik und Sprachausgabe. Die Geschichte ist faszinierend und fesselnd, aber nicht zu komplex. Wenn man Visual Novels und Krimis mag, ist dieses Spiel ein Muss.“
Kansei erzielte eine Bewertung von 93/100 auf Gamertell. Jenni Lada schrieb über das Spiel (frei übersetzt): „[Kansei] ist eine große Verbesserung gegenüber Jisei bezüglich Interaktivität und Handlung mit einer Geschichte, die noch verblüffender ist und zusätzliche Wendungen zum Entdecken bietet.“ Kansei wurde von VNs Now! außerdem zur besten englischen Visual Novel 2011 gewählt.
Yousei wurde von IndieGameMagazine gelobt und nannte es „sakevisuals beste Veröffentlichung bis jetzt“. Von VNs Now! erhielt Yousei 8/10 Punkte. Es wurde dort als „immer noch eins der besten englischsprachigen Visual Novels dieses Jahres“ bezeichnet und es sei „das Geld mehr als wert“. Des Weiteren gewann Yousei 2013 drei Auszeichnungen in den „Best Ofs“ von VNs Now!; die Auszeichnung „Best Director“ ging an Ayu Sakata, „Best Female Voice Actress“ an Apphia Yu und „Best Male Voice Actor“ an Clifford Chapin. Gamertell vergab die Bewertung B, Jessica Moen beschrieb das Spiel wie folgt (frei übersetzt): „Was Yousei so unterhaltsam gemacht hat, war die coole Sprachausgabe, die realistischen Figuren, die tolle Geschichte, die mehreren Enden und der Wiederspielwert.“

## Namensbedeutung
- Jisei (in der japanischen Bezeichnung als  辞世) bedeutet wörtlich übersetzt „sterben“.
- Kansei (in der japanischen Bezeichnung als 感性) bedeutet wörtlich übersetzt „Sensibilität“. Es spielt auf die Tatsache an, dass einige der Figuren aus der Serie gewisse übernatürliche, kognitive Fähigkeiten haben. Im Spiel selbst werden diese Fähigkeiten ebenfalls als „Kansei“ bezeichnet.[21]
- Yousei (in der japanischen Bezeichnung als 妖精) wird heutzutage mit „Fee“ übersetzt, repräsentierte aber ursprünglich einen Geist, der keine japanischen Wurzeln hat. Eine der feenartigen Kreaturen war ein Geist, der die Toten auferstehen lassen konnte. sakevisual wählte den Titel, da er perfekt zur Jisei-Serie und dem Helden Kangai passte.[22]

## Ableger
sakevisual hat sich vorgenommen, in Zukunft kurze und kostenlose Nebengeschichten zur Jisei-Serie zu veröffentlichen, die sich um kleinere Ermittlungen und nicht um Mordfälle drehen. Des Weiteren sollen diese Ableger nicht mit der Hauptgeschichte in Verbindung stehen und möglicherweise mit Chibis illustriert werden. Der Arbeitstitel lautet Kangai’s Big Little Adventures. Außerdem hat sakevisual angedeutet, dass es in Zukunft ein Crossover zwischen der Jisei-Serie und The Flower Shop von Winter Wolves geben könnte. Auch hier soll es sich nicht um das Lösen von Mordfällen drehen, sondern um andere Dinge. Der Arbeitstitel für dieses Projekt lautet Jisei in Fairbrook.